# Карапетян, Саак Карапетович
Саак Карапетович Карапетян (16 мая 1906, Армавир, Эриванская губерния, Российская империя — 6 декабря 1987, Ереван, Армянская ССР) — советский армянский биолог, государственный деятель, председатель Совета Министров Армянской ССР (1947—1952). Заслуженный деятель науки Армянской ССР (1966).

## Биография
Член ВКП(б) с 1931 г. В 1933 г. окончил Ереванский зооветеринарный институт. В 1938—1940 гг. — заместитель председателя Армянского филиала АН СССР.
С 1940 по 1944 г. — заместитель заведующего отделом ЦК Компартии Армении. В 1944—1947 гг. — министр иностранных дел и в 1944—1947 гг. — заместитель председателя Совета Министров Армянской ССР.
В 1947—1952 гг. — председатель Совета Министров Армянской ССР.
В 1955—1957 гг. — директор Ереванской птицефабрики.
С 1943 г. — действительный член Академии наук Армянской ССР (первый состав). Доктор биологических наук (1961), профессор (1962). В 1964—1981 гг. — заведующий кафедрой Армянского педагогического института им. Хачатура Абовяна. Одновременно с 1958 г. — заведующий лабораторией Института физиологии им. Л. А. Орбели АН Армянской ССР.
Член Международной ассоциации физиологических наук и других научных обществ. Труды по питанию и селекции сельскохозяйственных животных и птиц.
Депутат Верховного Совета СССР 2-3-го созывов и Верховного Совета Армянской ССР 2-4-го созывов.
Отец четырёх детей (три дочери и сын Давид — автор мемуаров о Владимире Высоцком).
Похоронен в Ереване.

## Научная деятельность
Научные работы были посвящены вопросам разведения и стимулирования репродуктивной функции животных, повышения продуктивности птиц, интенсификации птицеводства и различных отраслей животноводства. В них, в частности, было показано, что при дополнительном освещении среднегодовая яйценоскость сельскохозяйственных птиц увеличивается на 20-25 %, а воздействие ультрафиолетового излучения искусственных источников стимулирует рост и развитие молодых и зрелых птиц и повышает продуктивность. Предложения ученого широко применялись ко всем птицефабрикам в СССР с 1953 г. как обязательный элемент режима работы. Также сделал выводы о том, что одновременное удаление больших полушарий головного мозга необратимо нарушает деятельность репродуктивных органов птиц, а при удалении верхней молочной железы не ускоряет процесс полового созревания, как это считалось ранее, а наоборот, замедляет и даже останавливает его. Существенное практическое значение имели его исследования по увеличению содержания молочного жира и белка в коровах кавказской мясной породы. Стал создателем первой в Советском Союзе породы мясных кур — «Ереванской».

## Научные труды
- «Влияние искусственного освещения на производство яиц сельскохозяйственными птицами». Ереван, Издательство НАН Армянской ССР, 1954
- «Кормление, уход и разведение сельскохозяйственных птиц». Академия наук СССР, Отделение биологических наук, Ереван, Академия наук СССР, 1956
- «Как повысить продуктивность местных птиц в Армении» (с соавторами), 1956
- «Демоэкономическое значение интенсивного птицеводства и перспективы его развития в Армении». Ереван, 1957
- «Достижения ленинаканского птицеводческого производства» (с соавторами). Ереван, Айпострат, 1957
- «Птицеводство и пути повышения его продуктивности». Ереван, Айпострат, 1958
- «Птицеводство». (Сборники учебников: Агротехника для курсов) (с соавторами), 1959
- «Запасы для повышения продуктивности животноводства». «Общество Знание», Ереван, Армения 1960
- «Как подготовить и прочитать лекцию по сельскому хозяйству» (с соавторами). «Общество Знание», Ереван, 1962
- «О расселении цыплят ереванской породы в нашей республике». «Общество Знание», Ереван, 1963
- «Усовершенствованное птицеводство» (Из опыта Шаумянской межхозяйственной птицефабрики) (с соавторами), 1965.
- «Промышленное птицеводство и пути его развития». Ереван, Армения, 1966
- «Птицеводство» (с соавторами). Ереван, Издательство Академии наук СССР, 1969
- «Происхождение, племенная и племенная ценность ереванской породы кур» (с соавторами), Ереван, Армения, 1974
- «Кормление, разведение и поведение домашней птицы» (с соавторами). Министерство сельского хозяйства АССР, Ереван, Армения, 1974.
- «Закономерности роста и развития детей и подростков и основы их высшей нервной деятельности» (с соавторами) Ереван, Академия наук Армянской ССР, 1980

## Награды и звания
- Орден Отечественной войны 1 степени (24.11.1945).
- Орден Трудового Красного Знамени (8.02.1944).
- Орден Дружбы народов (14.05.1976) — за заслуги в развитии биологической науки, подготовке кадров и в связи с семидесятилетием со дня рождения.
- Орден «Знак Почёта» (23.11.1940) — в связи с ХХ-летним юбилеем Армянской Советской Социалистической Республики, за достижения в развитии промышленности и сельского хозяйства.
- Заслуженный деятель науки Армянской ССР (1966).